# Anna Milder-Hauptmann
Pauline Anna Milder-Hauptmann (Constantinoble, 13 de desembre de 1785 – Viena, 29 de maig de 1838) fou una soprano austríaca.
Nascuda accidentalment a Turquia, estava al servei d'una dama de l'aristocràcia de Viena, quan Schikaneder la sentí un dia cantar, i admirat de la seva veu, li proporcionà el mitjà perquè estudies sota la direcció de Tomascelli i de Salieri, presentant-se per primera vegada al públic el 1803.
La seva carrera va abastar un període notable en la música clàssica occidental: al principi, va cantar per a Joseph Haydn. Més tard va estrenar algunes cançons de Franz Schubert; i cap al final de la carrera va cantar en la famosa Passió Segons Sant Mateu de J. S. Bach sota la direcció de Felix Mendelssohn.
Contractada per l'empresa del teatre Imperial, assolí extraordinària fama mercès al seu talent d'actriu i cantant, i Beethoven va escriure expressament per a ella la seva única òpera Fidelio. Ella va interpretar el exigent paper de Leonore a les estrenes de les tres versions (1805, 1806, 1814). Després cantà a Berlín, Rússia, Suècia, etc., sempre amb èxit extraordinari, i abandonà l'escena dos anys abans de la seva mort amb només 53 anys.

## Biografia

### Vida primerenca
Milder va néixer a Constantinoble on el seu pare, Felix Milder de Salzburg, va ser emprat per l'ambaixador austríac baró Herbert von Rathkeal com a pastisser; la seva mare era la dama de companyia de l'esposa de l'ambaixador. Quan l'Anna tenia cinc anys, la família va marxar a Bucarest, on Fèlix va treballar com a traductor fins que van haver de marxar a causa de la guerra austro-turca (1788-1791). Després d'haver tornat a treballar breument per a l'ambaixador, la família va tornar a Bucarest, però es va veure obligada a fugir de nou quan va esclatar la pesta. Després de la quarantena a Herrmannstadt, la família es va instal·lar a Viena. Aquí l'Anna, que ara té 10 anys, va rebre la seva primera educació formal que incloïa l'alemany que no havia parlat abans tot i dominar el francès, l'italià, el grec modern i el romanès. Es va exposar a l'òpera i la música de l'església, i va suplicar als seus pares que la deixin rebre una educació musical. Després d'un ensenyament inicial, i inadequat, del mestre de l'escola local, Sigismund von Neukomm, la va escoltar i va començar a ensenyar a la jove de 16 anys durant dos anys.[1] Per consell d'Emanuel Schikaneder, també va estudiar amb Salieri.

### Carrera primerenca
Com Malvina a l'òpera Uthal d'Étienne Méhul, havia obert el Theater an der Wien el 1801 i Josepha Weber, cunyada de Mozart, va negociar en nom de Neukomm una posició per a Anna en aquell teatre. Milder es va comprometre per 500 florins, i va fer el seu debut teatral allà com a Juno a l'òpera Der Spiegel von Arkadien de Süßmayr el 9 d'abril de 1803, als 19 anys. Aviat va guanyar papers importants i es va canviar al Theater am Kärntnertor per un contracte per valor de 2.000 florins. El 1805, va cantar el paper principal a la primera representació de la Leonore, de Beethoven, i de nou en la segona i tercera versió el 1806 i 1814, quan en la revisió final el seu títol va ser canviat permanentment a Fidelio. Luigi Cherubini va escriure la seva òpera alemanya Faniska per a ella el 1806.

### 1809-1813
L'any 1809, Milder va cantar davant Napoleó al Palau de Schönbrunn als afores de Viena (era el seu palau en aquell moment, el seu exèrcit havia ocupat Viena). Va quedar tan impressionat per la seva interpretació a l'òpera Una cosa rara de Martín i altres obres que la va convidar a París, però ella es va negar a causa del seu imminent matrimoni amb el joier vienès Peter Hauptmann el 1810. Peter Hauptmann (1763–1858) es va mantenir en aquesta època. la seva pròpia casa teatre al Trattnerhof. El matrimoni no va ser feliç, van tenir una filla l'any 1811 i més tard la parella va viure separada. Va contribuir a l'èxit de Das Waisenhaus (1808) de Joseph Weigl i, com a Emmeline, Die Schweizer Familie (1809). La seva interpretació a Iphigénie en Tauride de Gluck el 1812 va ser en gran part responsable del renaixement de Gluck a Viena i Berlín. Va cantar en la primera interpretació a Viena de la Médée de Cherubini el 1812. El 1812 i el 1813, va fer una gira per Breslau, Berlín, Karsruhe, Stuttgart i Frankfurt.

### 1814–1838
La moneda austríaca va caure bruscament al voltant de 1814, i Milder-Hauptmann va rebre ofertes per a papers a l'Òpera de la Cort de Berlín. Acompanyada per la seva germana Jeanette Antonie Bürde, una compositora i pianista consumada, va viatjar a Berlín el maig de 1815 on es quedaria durant els següents 14 anys. Gaspare Spontini va ser directora musical a l'Òpera de la Corte de Berlín, i va cantar el paper de Statira a la primera representació berlinesa de la seva òpera Olimpie el 1821, així com a les estrenes de les seves òperes Nurmahal (com Namouna) el 1822 i Agnes von Hohenstaufen ( com Irmengard) el 1827. Va tornar a cantar en òperes de Gluck i Weigl a Berlín, va ser nomenada prima donna i es va convertir en membre de la Sing-Akademie zu Berlin l'any 1821. L'11 de març de 1829, va cantar en el transcendental renaixement de Mendelssohn de la Passió per sant Mateu de Bach. Mendelssohn va escriure l'ària de concert "Tutto è silenzio" el 1829 per a ella. Després d'una baralla amb Spontini, va deixar Berlín el 1829 i va visitar Rússia, Suècia i Dinamarca. Després va tornar a Berlín, on va fer la seva última aparició pública el 1836. Va morir a Berlín el 1838 i està enterrada a l'Alter Domfriedhof St. Hedwig.

### El seu treball amb Beethoven
La part central de Leonore a Fidelio, un paper exigent, va ser escrita per Beethoven específicament per a Anna Milder. Més tard, Beethoven va fer dues revisions importants a la seva òpera (1806, 1814) i en ambdues ocasions Milder va tornar per ocupar el paper principal.
Milder va tenir una influència substancial en la forma final de l'òpera de 1814 en exigir modificacions a la seva escena ampliada a l'Acte 1. Winton Dean escriu: "Milder va dir més tard a Anton Schindler que va tenir greus lluites amb Beethoven per "els passatges bells i incantables [el Acte 1], inadequada a la seva veu". Les sopranos posteriors poden estar agraïdes a Milder per imposar-se en aquesta lluita, ja que els canvis en què va insistir van fer que l'ària sigui més fàcil de cantar. Però Dean també opina que els canvis de Beethoven van ser una millora important en la música en si, fent-la "concisa i més concentrada".
Milder tenia la intenció de cantar l'ària de concert de Beethoven "Ah, perfido!", Op. 65, en el seu trascendental Concert de l'Acadèmia el 22 de desembre de 1808 (quan es van escoltar per primera vegada les Simfonies Cinquena i Sisena, Quart Concert per a piano i Fantasia Coral sota la direcció del compositor), però després d'una baralla entre Beethoven i Peter Hauptmann, el que seria futur marit de Milder, es va negar i va ser substituïda (desastrosament) per un Dem. Josephine Killitschky
Beethoven admirava molt Milder i va intentar crear una nova òpera que la tornés a tenir un paper destacat, fins i tot després de traslladar-se a Berlín el 1816 (on va tornar a tenir molt èxit en la producció local de Fidelio). Això se sap a través d'una carta amistosa de Beethoven a Milder enviada el 1816. No obstant això, encara que molts llibrets candidats van ser considerats pel compositor durant els anys que li quedaven, mai va escriure una altra òpera.
Milder va fer almenys una visita de tornada a Viena durant la vida de Beethoven, amb la intenció de visitar-hi la seva filla. Es va assegurar de visitar Beethoven (4 de juliol de 1824), i l'amable xerrada de negocis que van dur a terme es conserva parcialment. Milder va parlar amb el nebot del sord Beethoven, Karl, que va escriure el que va dir al llibre de converses del compositor, encara conservat avui. Les respostes de Beethoven es perden, ja que es va comunicar oralment.

## Reputació i opinió
La veu de Milder va ser elogiada repetidament per la seva força i bellesa. Joseph Haydn va dir una vegada al jove Milder, després d'haver cantat una ària per a ell: "Estimat fill meu, tens una veu com una casa". El biògraf de Hayd, Georg August Griesinger, va descriure la seva veu com "com un metall pur". Johann Friedrich Reichardt va dir que la veu de Milder era la més bella que havia sentit des de la d'Elisabeth Mara. Goethe es va emocionar profundament per l'actuació de Milder quan la va escoltar el 1823 a Marienbad; amb motiu del 25è aniversari de l'escenari de Milder el 9 d'abril de 1828, li va enviar una còpia dedicada de la seva obra Ifigenia a Tauris. De la mateixa manera, després d'una producció reeixida de l'Alceste de Gluck, el nebot del compositor va obsequiar a Milder una pintura en miniatura de Gluck i la partitura d'Alceste.
No obstant això, Milder va ser criticat per la manca d'agilitat vocal. Schubert va dir: "la seva veu és la millor, els seus trins són els pitjors". En general, les seves interpretacions d'obres de Rossini no van agradar als crítics.

## Dedicatòries
Molts compositors van dedicar obres a Milder-Hauptmann, com Bernhard Klein, Neukomm, Carl Blum, Conradin Kreutzer, Joseph Wolfram, Carl Borromäus von Miltitz. Entre les obres més notables destaquen:
reutzer va escriure el seu monodrama Adele von Budoy (1821, el 1823 reviscut com a Cordelia amb Wilhelmine Schröder-Devrient) per a Milder. Franz Schubert va escriure el lied "Der Hirt auf dem Felsen", D. 965, per a Milder-Hauptmann que va estrenar a Riga el 10 de febrer de 1830 i més tard aquell any també va cantar a Berlín. Milder havia estrenat anteriorment la cançó de Schubert "Die Forelle" i el 1824 li havia dedicat el lied "Suleika II", D. 717; el paper d'Estrella a la seva òpera Alfonso und Estrella va ser dissenyat per a ella, però l'òpera mai es va representar en vida de Schubert. L'Allgemeine musikalische Zeitung (XVI, 1814, col. 315) va escriure: "Feliços aquells per a qui s'escriuen obres!" (Wohl denen, für die eigens componiert wird!).